# فهرست انواع سلول‌های انسانی از لایه زایا

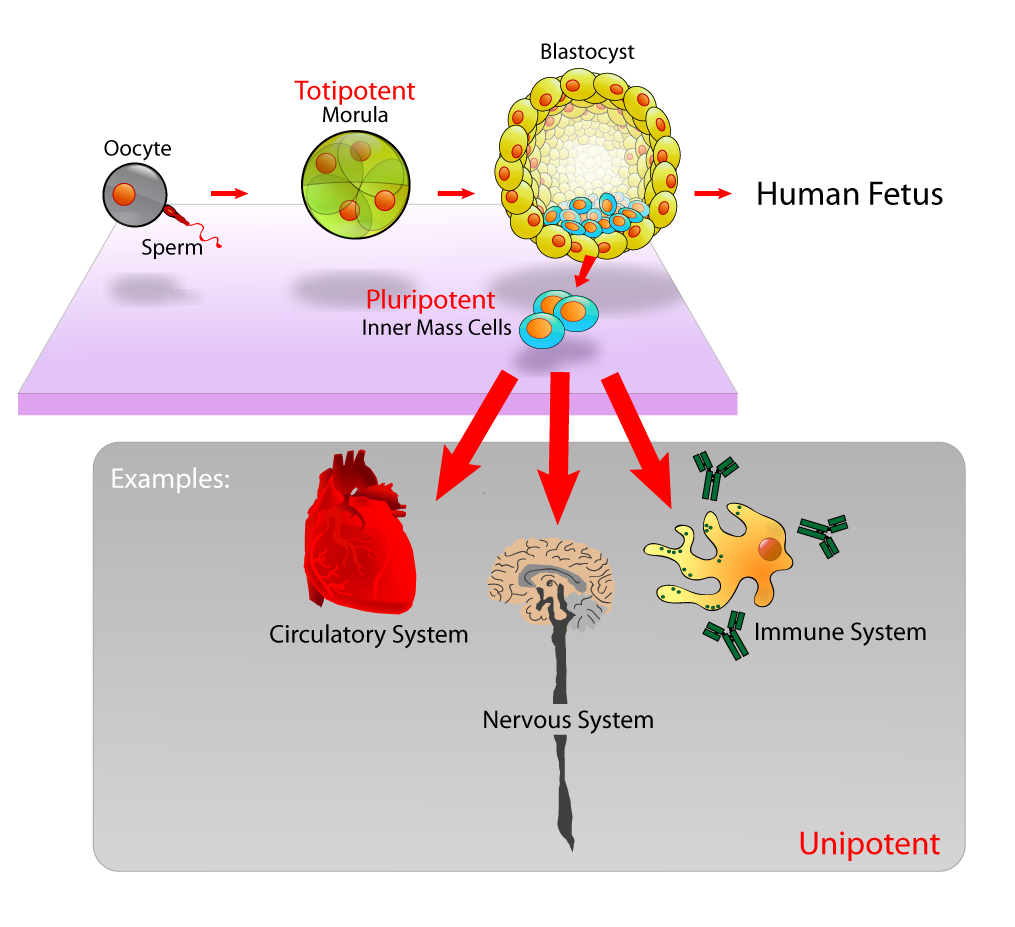
(چندتوان Pluripotent): یاخته‌های بنیادی جنینی دارای آمادگی چندتوانی هستند و می‌توانند به صورت هرگونه یاخته‌ای؛ به جز یاخته‌های جُفت، پرورش یابند. تنها یاخته‌های بنیادی جنینی توته (مورولا morula) هستند که (همه‌توان totipotent): دارای استعداد و آمادگی همه‌توانی هستند؛ که یاخته‌های جُفت را نیز شامل می‌شود.

این فهرست، لیستی از انواع سلول‌های انسانی (سلول‌های پیش‌ساز) است که از سه لایهٔ زایای جنینی (اکتودرم، مزودرم و اندودرم) مشتق شده‌اند.

## سلول‌های مشتق‌شده از اکتودرم
تعریف اکتودرم
اکتودرم (به انگلیسی: Ectoderm)، یکی از سه لایه زایای اولیه است که در تکوین اولیه رویان تشکیل می‌شود. این لایه، بیرونی‌ترین لایه بوده و نسبت به مزودرم (لایه میانی) و اندودرم (داخلی‌ترین لایه) در موقعیت سطحی قرار دارد. اکتودرم از لایه بیرونی سلول‌های زایا نشأت گرفته و ظهور پیدا می‌کند. کلمه اکتودرم از یونانی ektos به معنای «بیرونی» و derma به معنای «پوست» گرفته شده.

### اکتودرم سطحی

#### پوست
- تریکوسیت
- کراتینوسیت

#### هیپوفیزقدامی
- سلول گنادوتروپیک، سازندهٔ گنادوتروپ
- سلول کورتیکوتروپ، سازندهٔ کورتیکوتروپ
- سلول تیروتروپیک، سازندهٔ تیروتروپ
- سوماتوتروپ
- سلول پرولاکتین، سازندهٔ لاکتوتروف

#### مینای دندان
- آملوبلاست

### تاج عصبی

#### سیستم عصبی محیطی
- نورون
- نوروگلیا، سازندهٔ گلیا
  - سلول شوان
  - سلول گلیال ماهواره‌ای

#### سیستم عصبیغدد درون‌ریز
- سلول کرومافین
- سلول گلوموس

#### پوست
- ملانوسیت
  - سلول نووس
- سلول مرکل

#### دندان
- اودونتوبلاست
- سمنتوبلاست

#### چشم
- کراتوسیت قرنیه

### لوله عصبی

#### دستگاه عصبی مرکزی
- نورون
- سلول‌های گلیال و میکروگلیال
  - آستروسیت
  - اپندیما، سازندهٔ اپندیموسیت‌ها
  - مولر گلیا، سازندهٔ شبکیه چشم
  - الیگودندروسیت
  - پیتوئیسیت، سازندهٔ هیپوفیز خلفی

#### غده صنوبری(پینه‌آل)
- پینه‌آلوسیت

## سلول‌های مشتق‌شده از مزودرم
تعریف مزودرم
مزودرم (به انگلیسی: Mesoderm)، یکی از سه لایه زایای اولیه در مراحل ابتدایی رویان می‌باشد. دو لایه دیگر اکتودرم (لایه خارجی) و اندودرم (لایه داخلی) اند به طوری که مزودرم بین آن دو لایه قرار می‌گیرد.

### مزودرم پاراکسیال

#### سلول بنیادیمزانشیمی

##### سلول اوستئوکوندروپروجنیتور
- استخوان (اوستئوبلاست ← اوستئوسیت)
- غضروف (کندروبلاست ← کندروسیت)

##### میوفیبروبلاست
- چربی
  - لیپوبلاست آدیپوسیت
- ماهیچه
  - میوبلاست ← میوسیت
  - سلول میوز ماهواره
  - سلول تاندون
  - سلول عضله قلب
- دیگر
  - فیبروبلاست فیبروسیت

#### سایر
- دستگاه گوارش
  - سلول بینابینی کاژال

### مزودرممتوسط

#### سلول بنیادیکلیه
- آنژیوبلاست ← سلول اندوتلیال
- سلول مزانژیال
  - اینترا گلومرولار
  - اکسترا گلومرولار
- سلول Juxtaglomerular
- سلول ماکولا دنسا
- سلول استرومال ← سلول اینتراستیتیال ← تلوسیتز
- سلول اپیتلیال ساده ← پودوسیت
- سلول حاشیه‌ای براش توبول پروگزیمال (لوله پیچیده نزدیک) کلیه

#### سیستم تولیدمثل
- سلول سرتولی
- سلول لییدیگ
- سلول گرانولوزا
- Peg cell
- سلول‌های زایا
  - اسپرماتوزون
  - تخمک

### مزودرم صفحات جانبی/همانژیوبلاست

#### سلول بنیادی خون‌ساز
- لنفوئید
  - لنفوبلاست
  - لنفوسیت‌ها را ببینید
- میلوئید
  - CFU-GEMM
  - سلول‌های میلوئیدی را ببینید

#### سیستم گردش خون
- سلول پیش ساز اندوتلیال
- سلول تشکیل دهنده کلونی اندوتلیال
- سلول بنیادی اندوتلیال
- آنژیوبلاست/مزو آنژیوبلاست
- Pericyte
- سلول دیواری

## سلول‌های مشتق‌شده از اندودرم
تعریف اندودرم
اندودرم (به انگلیسی: Endoderm)، داخلی‌ترین لایه، از سه لایه زایای مراحل اولیه رویان است. دو لایه دیگر اکتودرم (بیرونی‌ترین لایه) و مزودرم (لایه میانی) بوده و اندودرم، داخلی‌ترین لایه می‌باشد. سلول‌هایی که در طول آرکنترون مهاجرت می‌کنند، لایه داخلی گاسترولا را شکیل داده، که بعد به اندودرم تکوین می‌یابد.

### پیش روده
پیش‌شکم یا پیش روده که بعدها حلق، مری، معده و دوازدهه از آن تشکیل می‌شود.

#### سیستم تنفسی
- پنوموسیت
  - نوع ۱
  - نوع ۲
- سلول باشگاه
- سلول جام
- سلول عصبی درون ریز ریوی[۵]

#### سیستم گوارش

##### معده
- سلول انتروآندوکرین
  - سلول G
  - سلول دلتا
  - سلول شبه انتروکرومافین
- سلول اصلی معده
- سلول آهیانه
- سلول Foveolar

##### روده
- سلول انتروآندوکرین
  - پلی پپتید مهاری معده
  - سلول S
  - سلول دلتا
  - Cholecystokinin
- سلول جام
- سلول Paneth
- سلول تافت
- انتروسیت
  - سلول میکروفولد

##### کبد
- هپاتوسیت
- سلول ستاره‌ای کبدی

##### کیسه صفرا
- Cholecystocyte

##### جزء برون‌ریز لوزالمعده
- سلول Centroacinar
- سلول ستاره ای پانکراس

#### جزایر لانگرهانس
- سلول آلفا
- سلول بتا
- سلول دلتا
- سلول PP (سلول F، سلول گاما)
- سلول اپسیلون

### کیسه حلقی
- غده تیروئید
  - سلول فولیکولی
  - سلول پارافولیکولار[۶]
- غده پاراتیروئید
  - سلول اصلی پاراتیروئید
  - سلول اکسیفیل

### Hindgut/cloaca
- سلول اوروتلیال